# Carlo Costigliolo
Carlo Costigliolo (Genova, 10 agosto 1893 – Genova, 6 dicembre 1968) è stato un ginnasta italiano, medaglia d'oro nella gara di concorso a squadre di ginnastica ai Giochi olimpici di Anversa 1920 (squadra composta, oltre da Costigliolo, da Arnaldo Andreoli, Ettore Bellotto, Pietro Bianchi, Fernando Bonatti, Luigi Cambiaso, Luigi Costigliolo, Giuseppe Domenichelli, Roberto Ferrari, Carlo Fregosi, Romualdo Ghiglione, Ambrogio Levati, Francesco Loi, Vittorio Lucchetti, Luigi Maiocco, Ferdinando Mandrini, Lorenzo Mangiante, Antonio Marovelli, Michele Mastromarino, Giuseppe Paris, Manlio Pastorini, Ezio Roselli, Paolo Salvi, Giovanni Tubino, Giorgio Zampori e Angelo Zorzi).

## Biografia
Fratello di Luigi Costigliolo, anch'egli medaglia d'oro ai Giochi olimpici di Anversa 1920.

## Palmarès
| Anno | Manifestazione  | Sede    | Evento             | Risultato |
| ---- | --------------- | ------- | ------------------ | --------- |
| 1920 | Giochi olimpici | Anversa | Concorso a squadre | Oro       |